# Антонов, Николай Иванович (Герой Советского Союза)
Никола́й Ива́нович Анто́нов (22 мая 1918, Горка, Петроградская губерния — 25 декабря 1995, Киев) — советский офицер, участник Великой Отечественной войны, командир пулемётной роты 218-го гвардейского стрелкового полка 77-й гвардейской стрелковой дивизии 61-я армии Центрального фронта, гвардии старший лейтенант.
Герой Советского Союза (15.01.1944), полковник запаса с 1968 года.

## Биография
Родился 22 мая 1918 года в деревне Горка (ныне — Кировский район Ленинградской области) в крестьянской семье. Русский. Член ВКП(б) с 1946 года. Окончил неполную среднюю школу и школу ФЗУ.
16 июля 1941 года Опоченским райвоенкоматом призван в Красную армию. В 1942 году окончил Одесское военное пехотное училище. В боях Великой Отечественной войны с сентября 1942 года.
Командир пулемётной роты 218-го гвардейского стрелкового полка (77-я гвардейская стрелковая дивизия, 61-я армия, Центральный фронт) гвардии старший лейтенант Николай Антонов отличился в сентябре 1943 года в районе села Комарин Брагинского района Гомельской области Белоруссии.
При переправе советских войск через реку Днепр гвардии старший лейтенант Антонов Н. И. получил задание: огнём своей роты отвлечь внимание противника от действительного места переправы дивизии. Отвлекая огнём пулемётов внимание гитлеровцев, бесстрашный офицер надёжно прикрыл батальон. В результате стрелковые роты далеко продвинулись в глубь обороны фашистов. Умелые действия роты гвардии старшего лейтенанта Антонова на ложном участке форсирования Днепра, способствовали успешному преодолению реки батальоном на главном направлении.
Указом Президиума Верховного Совета СССР «О присвоении звания Героя Советского Союза генералам, офицерскому, сержантскому и рядовому составу Красной Армии» от 15 января 1944 года за «образцовое выполнение боевых заданий командования по форсированию реки Днепр и проявленные при этом мужество и героизм» старшему лейтенанту Антонову Николаю Ивановичу присвоено звание Героя Советского Союза с вручением ордена Ленина и медали «Золотая Звезда» (№ 3315).
С 1944 года Н. И. Антонов продолжал службу во Внутренних войсках НКВД/МВД СССР на командных должностях. Был командиром батальона и заместителем начальника штаба полка. Окончил Высшую школу МВД. С 1968 года полковник Н. И. Антонов — в запасе, а затем в отставке. Жил в столице Украины — городе-герое Киеве. Умер 25 декабря 1995 года.

## Награды
- Медаль «Золотая Звезда» Героя Советского Союза (№ 3315)
- Орден Ленина
- Орден Александра Невского
- Орден Отечественной войны I степени
- Медали, в том числе:
  - Медаль «За победу над Германией в Великой Отечественной войне 1941—1945 гг.»
  - Юбилейная медаль «Двадцать лет Победы в Великой Отечественной войне 1941—1945 гг.»
  - Юбилейная медаль «Тридцать лет Победы в Великой Отечественной войне 1941—1945 гг.»
  - Юбилейная медаль «Сорок лет Победы в Великой Отечественной войне 1941—1945 гг.»

## Память
- Похоронен в Киеве на Городское кладбище «Берковцы».